# Ligne de Rauma

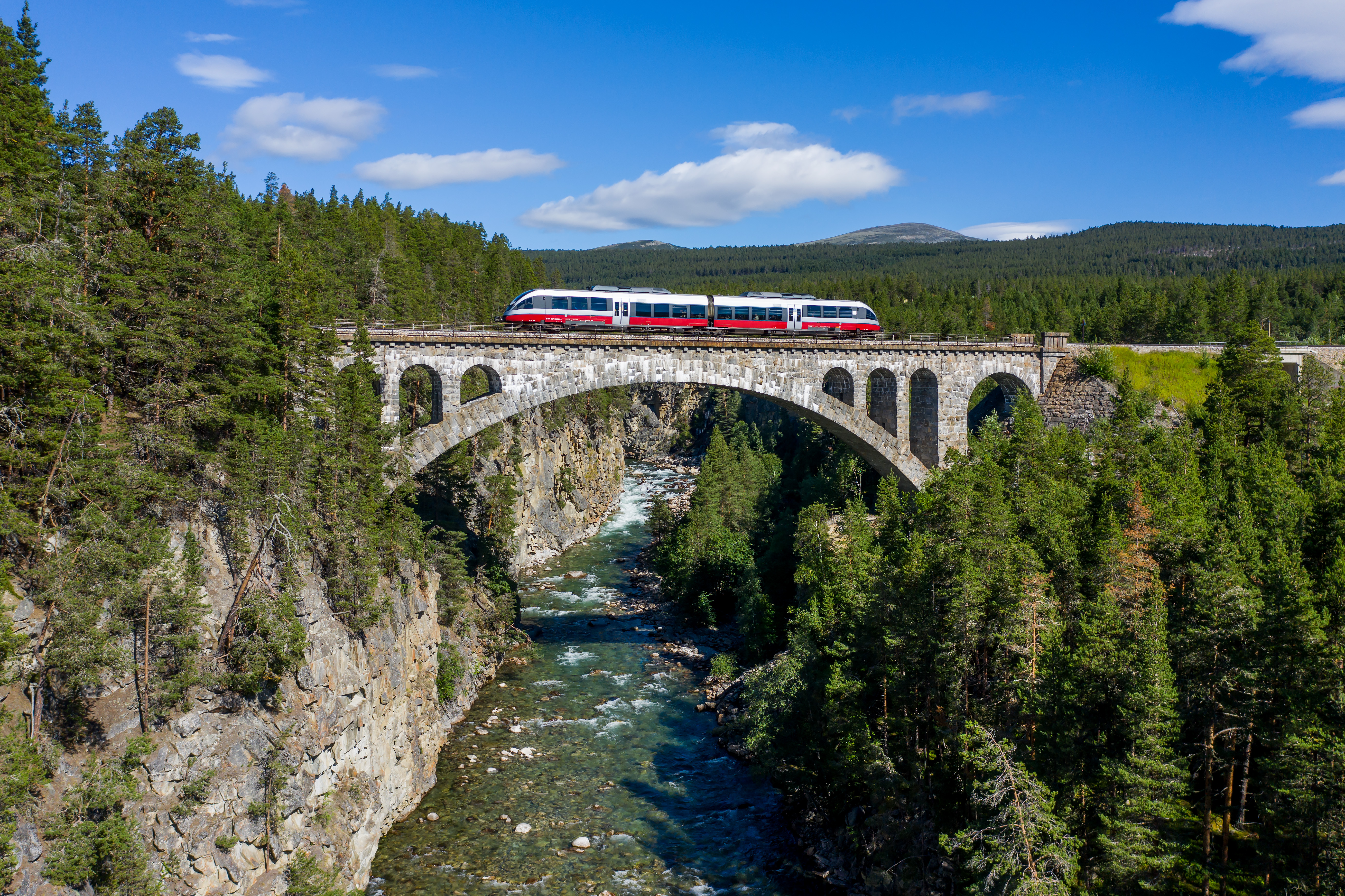
La traversée du Jora Bru par un convoi SJ Norge BM 93 "Talent" sur la ligne de Rauma. Aout 2020.

La ligne de Rauma  est une ligne de chemin de fer norvégienne de 114,2 km de long qui relie Dombås et Åndalsnes. La ligne n'est pas électrifiée. C'est la seule ligne qui traverse le Comté de Møre og Romsdal. Au départ, il y avait 12 gares et arrêts le long de la ligne, il n'y en a plus aujourd'hui que cinq, dont trois sont desservies. La ligne traverse 103 ponts et 5 tunnels.
En été, un train touristique roule sur la ligne, tracté par une machine à vapeur.

## Histoire

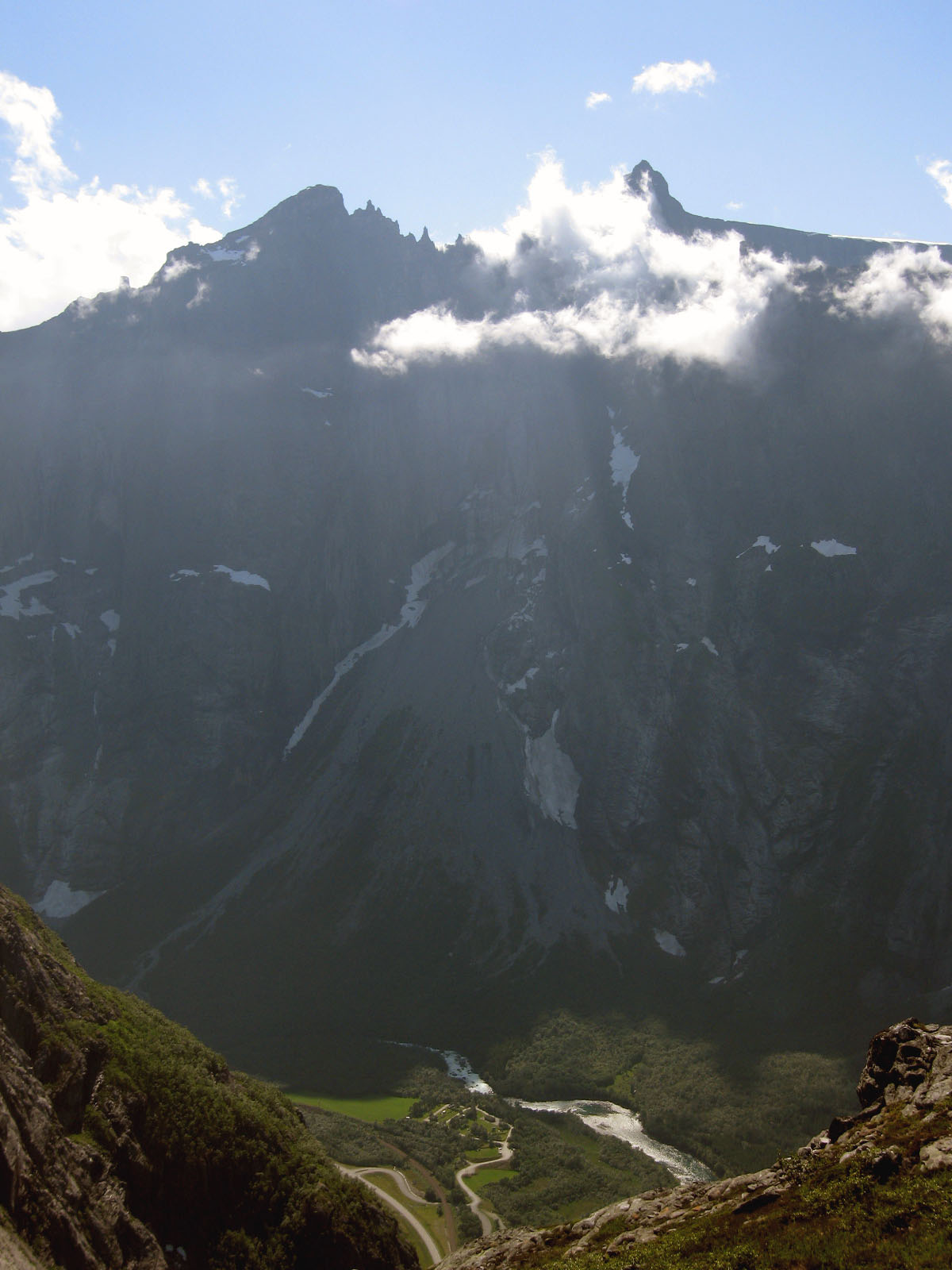
Trollveggen avec, dans la vallée, la ligne de Rauma

En 1869, un comité a été chargé d'examiner la possibilité de construire une ligne ferroviaire dans le Comté de Møre og Romsdal. Cinq ans plus tard, il a été vendu des actions pour contribuer à la construction. En 1908, le Parlement a décidé qu'il y aurait un train jusqu'au fjord de Romsdal. La construction a commencé le 12 janvier 1912. En 1921, la ligne a été ouverte à la circulation à partir de Dombås jusqu'à Bjorli. Le 29 novembre 1924, la ligne a été officiellement inaugurée par le roi Haakon.
De 1924 jusqu'aux années 1970, la ligne était la voie de communication principale entre Oslo et le Comté de Møre og Romsdal pour les personnes et le courrier. A Åndalsnes, à chaque départ et d'arrivée d'un train, il y avait un bus pour Ålesund,Molde et Kristiansund.
La ligne de Rauma a joué un rôle clef au début de la Seconde Guerre mondiale en Norvège. Lorsque la Norvège a été envahie le 9 avril 1940, 3 000 lingots d'or (49 tonnes) ont été retirés à la hâte de la Norges Bank avant que l'invasion allemande n'atteigne Oslo. D'Oslo, la cargaison fut envoyée à Lillehammer en camions, où elle fut placée sur un train de marchandises pour Åndalsnes, où des camions transportèrent les lingots d'or à Molde, où des navires de guerre britanniques devraient acheminer les lingots hors du pays.  
En 1990, la ligne transportait 117 000 passagers et 174 tonnes de fret. En 1994, les chiffres étaient de 131 000 passagers et 192 tonnes.